# Moldoveanu
Moldoveanu (2544 m n.p.m.) – najwyższy szczyt górski Rumunii i Karpat Południowych, w Górach Fogaraskich (Făgăraș).
Najbliższe miasta to: od północy Victoria, od południa Câmpulung.
Technicznie góra nie jest trudna, jednak końcowy atak przy złych warunkach atmosferycznych może być ryzykowny. Najlepsza droga wiedzie z najbliżej (ok. 4 godziny drogi) położonego schroniska z wysokości 2100 m n.p.m. przez szczyt Viștea Mare (2527 m n.p.m.).

## Linki zewnętrzne

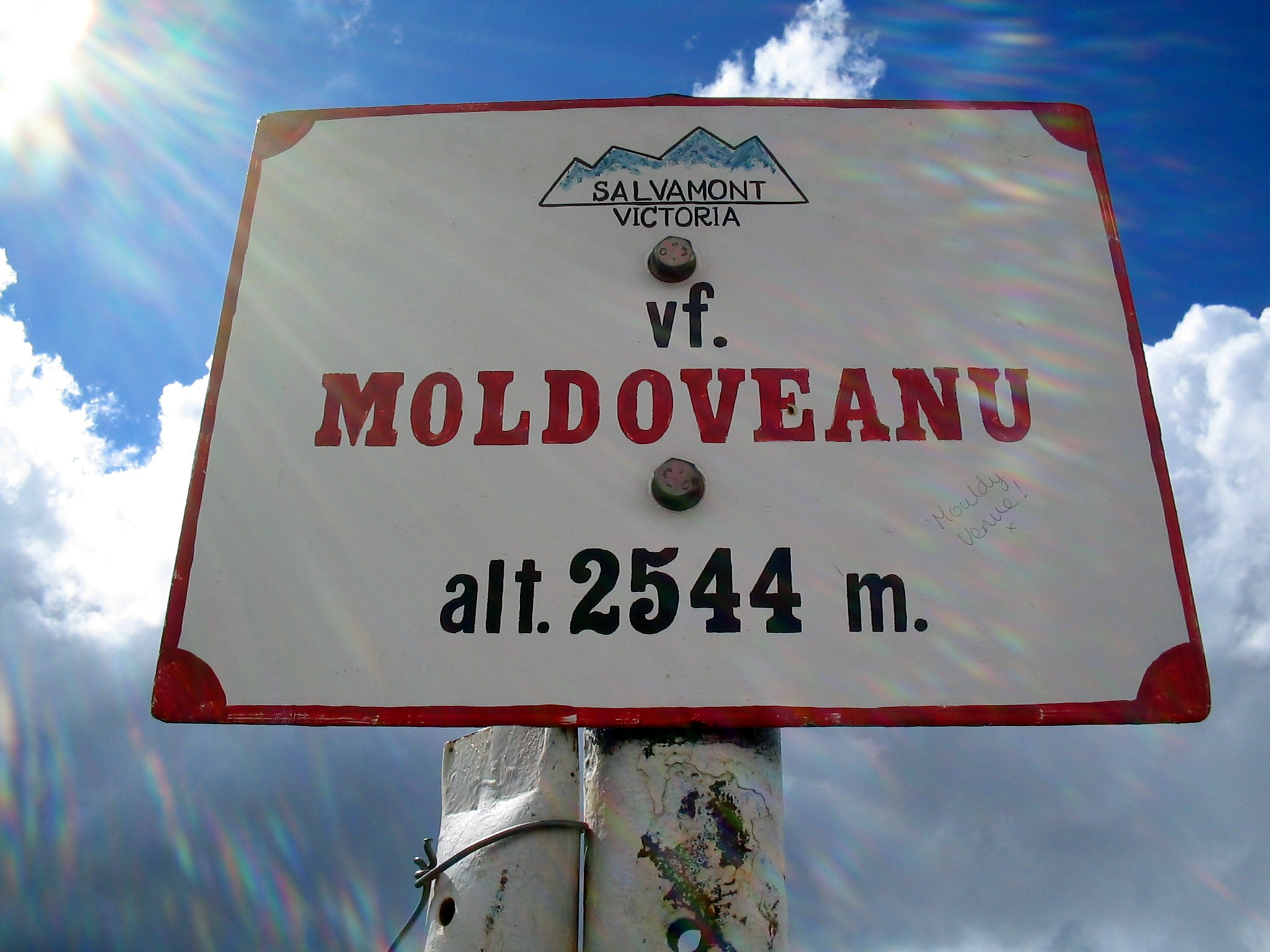
Tablica na szczycie